# 수원 방화수류정
수원 방화수류정(水原 訪花隨柳亭)은 대한민국 경기도 수원시 팔달구 매향동에 있는 조선시대의 건축물이다. 2011년 3월 3일 대한민국의 보물 제1709호로 지정되었다.

## 연혁 및 입지
수원화성에 있는 각루(角樓)는 동북각루, 서북각루, 서남각루, 동남각루 등 넷이다. 서남각루는 화양루(華陽樓)라하고, 동북각루(東北角樓)는 방화수류정(訪花隨柳亭)이라 한다. 방화수류정은 화성의 북수문인 화홍문(華虹門)의 동측 구릉 정상 즉 용연(龍淵) 남측에 불쑥 솟은 바위 언덕인 용두(龍頭) 위에 있다.(龍頭者卽淵上斗起之巖)
화성성역의궤(華城城役儀軌)에 용연은 북성 밖에 있는데 반달처럼 생긴 못으로 둘레가 210보, 깊이 6척이며 못 가운데 작은 섬이 있다고 기록되어 있다. 못 위의 성 모서리에는 방화수류정이 있고, 못 서쪽에는 석각이두(石刻螭頭)가 있다고 기록되어 있다.
방화수류정은 조선 정조 18년(甲寅,1794) 9월 4일 진시(辰時)에 터다지기 공사에 착수하여 10월 4일 묘시(卯時)에 정초를 하고 기둥을 세웠고, 7일 오시(午時)에 상량(上樑)하였으며, 10월 19일 완공하였다. 방화수류정 건립에 참여한 각 공장(工匠)의 편수(邊手)는 석수(石手) 서울(京) 김차봉(金次奉), 한산 최기득(崔貴得)이며, 목수(木手) 서울 한천석(韓天石), 미장(泥匠) 서울 권옥(權玉), 개와장(蓋匠)은 서울 총융청 소속 이흥득(李興得)이다.
방화수류정의 원래의 편액은 전 참판 조윤형(호 松下翁 曺允亨1725~1799)의 글씨이며, 현재 방화수류정에 걸려 있는 편액은 서예가 김기승(호 原谷 金基昇 : 1909~2000)이 1956년(丙申)에 쓴 것이다.방화수류정은 송대 정명도(程明道)의 시(詩) "운담풍경오천(雲淡風經午天), 방화류과전천(訪花隨柳過前川)"에서 따왔다고 한다.
화성성역의궤 연설(筵說)의 기록에는 정조 19년(1795) 2월 14일에 화홍문을 경유하여 방화수류정에 임금과 신하가 거동한 기록이 있고, 정조 21년(1797) 1월 29일에는 방화수류정에서 임금과 신하가 활을 쏘았다는 기록이 있다.
수원부계록(1848.6.10)에 방화수류정, 팔달문, 장안문 등은 헌종 14년(1848)에 중수되었으며, 1913년 방화수류정 보수, 1918년 방화수류정 개축, 1929~1934년 등 일제강점기에 여러 차례 수리되었다.
광복 후의 수리는 1968년 방화수류정 보수, 1973년 방화수류정 단청, 1975년 방화수류정 보수, 1988년 방화수류정 툇마루 밑 난간보수, 가칠단청, 1993년 방화수류정 기단 강회다짐, 마루 및 난간보 수, 1998년 방화수류정 기와 고르기 및 단청, 1999년 방화수류정 단청 및 전벽돌 교체 등 방화수류정 보존을 위한 수리가 이루어져 왔다.
방화수류정에 관한 도면 자료는 화성성역의궤에 동북각루(방화수류정) 외도1(外圖一)과 외도2(外圖二), 동북각루내도(內圖)가 수록되어 있으며, 국립중앙박물관에는 1934년에 작성된 방화수류정의 평면도, 정면도, 단면도, 측면도 등이 소장되어 있다. 1980년에 발간된 수원성복원정화지에도 방화수류정의 평면도, 입면도 등이 수록되어 있으며, 2010년에 발간된 김주태 기증 전통건축설계도면집에는 방화수류정 측담 관련 도면이 수록되어 있다.

## 현상 및 양식적 특징
높은 지형에 조영되어 있는 방화수류정은 석재와 목재, 전돌을 적절하게 사용하여 성의 서북각루인 전시용(戰時用) 건물이지만 정자의 기능을 고려하여 조영된 건물이다. 방화수류정은 초익공 소로수장에 굴도리를 사용한 오량집이다.
처마는 겹처마이며, 천정은 연등천정이다. 지붕상부에는 세 마디의 절병통을 세우고 용마루와 내림마루를 설치하였다. 지붕형태는 대부분 팔작지붕이고, 평면은 정면 3칸, 측면 2칸인데 북측 용연측과 동측으로 돌출되게 하여 툇마루를 두는 특이한 평면이다. 방화수류정의 평면은 “ㄱ”자형을 기본으로 북측 용연측과 동측은 凸형으로 돌출, 튀어나오게 조영하여 사방을 볼 수 있도록 꾸몄다.
방화수류정의 남측 초석은 방형(하부 50cm, 상부 40cm)의 민흘림 장초석(높이 1.55m) 위에 하부(높이 90cm)는 원주(직경 30cm)로 가공하였고 그 상부는 각주로 가공하였다. 북측면은 높이 20cm 기단 위에 1.08m 주초석을 놓고 그 위에 기둥을 세웠다.
남측 전면의 흙마당에 설치된 다섯단의 돌계단(石階)을 오르면 방형의 대(臺)가 형성되어 있다. 남동측은 높은 대위에 상층으로 오르는 목조계단이 있다. 다섯단으로 된 나무계단(木階, 하부 폭 86.5cm, 상부 폭 85cm, 디딤 폭 24cm, 높이 28cm)을 오르면 누마루가 된다. 하층바닥에서 상층바닥까지의 높이는 2.60m정도이고, 동남측 기단에서 상층바닥까지는 1.36m, 기단높이는 1.23m 정도이다. 마루는 우물마루로 깔았으며 북측의 용연쪽은 평란(平欄)을 둘렀고, 그 외는 계자난간(鷄子欄干)을 둘렀다. 계자난간은 위부분에 하엽(荷葉)을 두르고, 아래에는 구름무늬를 두어 채색하였다.
방화수류정의 서쪽 하방담은 전돌로 쌓았으며 전돌 사이사이에는 “+”자형으로 비워 “+”자형의 삼화토 벽돌을 제작하여 넣어서 조화롭게 쌓은 화담은 성곽의 전시용 건물 같지 않은 아름다운 하방담으로 꾸몄다.
화성성역의궤 동북각루내도와 1907년 독일인 '헤르만 산더'가 촬영한 그림에는 방화수류정에 오르는 계단이 2개소이나 현재는 1개소로 되어 있는 것 외에는 대체로 원래의 현상을 유지하고 있다.

## 지정 사유
정조와 관련된 많은 역사적 사실을 간직하고 있는 방화수류정은 주변감시와 지휘라는 군사적 목적에 충실하면서 동시에 주변경관과 조화를 이루는 조선시대 정자건축의 특징을 잘 나타내고 있다. 또한, 다른 정자에서 보이지 않는 독특한 평면과 지붕 형태의 특이성 등을 토대로 18세기 뛰어난 건축기술을 보여주는 귀중한 자료로서 역사적, 예술적, 학술적으로 가치가 크다.

## 사진

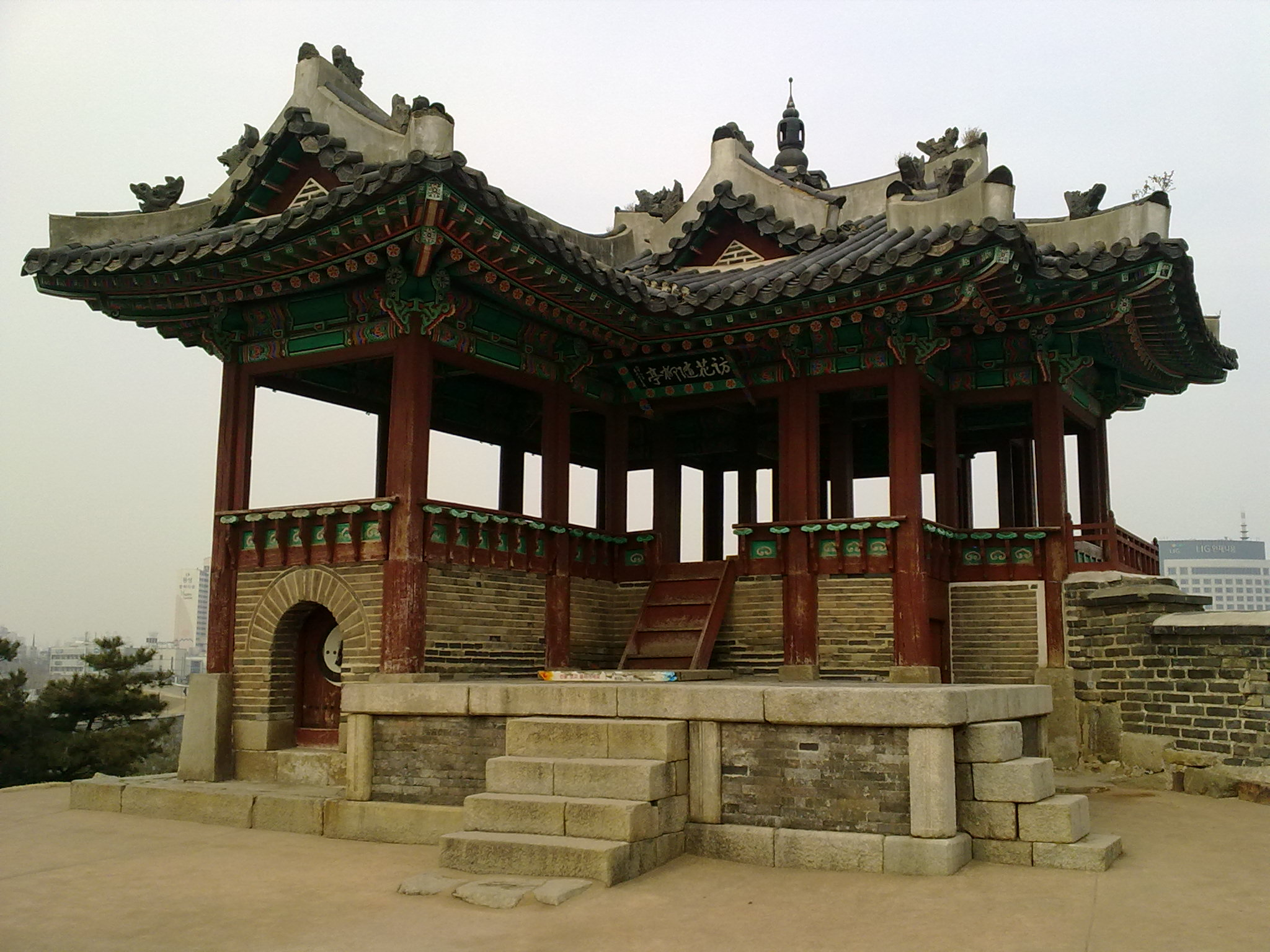

## 같이 보기
- 수원 화성

## 참고 자료
- 수원 방화수류정 - 국가유산청 국가유산포털